# Deutsche Meisterschaften im Biathlon 2011
Die Deutschen Meisterschaften im Biathlon 2011 wurden vom 8. bis 11. September 2011 am Großen Arbersee im Hohenzollern-Skistadion Langdorf und vom 15. bis 18. September 2011 in der Chiemgau-Arena in Ruhpolding ausgetragen.
Erfolgreichster Teilnehmer war Daniel Graf mit drei gewonnenen Wettkämpfen, während Andreas Birnbacher die abschließende Pokalwertung knapp vor dem punktgleichen Graf für sich entscheiden konnte. Bei den Frauen lag Magdalena Neuner mit vier Titeln vorne, die ihr zum erstmaligen Gewinn der Gesamtwertung bei nationalen Meisterschaften verhalfen.

## Zeitplan
| Datum               | Männer   | Männer                                  | Frauen                                  | Frauen                                  |
| ------------------- | -------- | --------------------------------------- | --------------------------------------- | --------------------------------------- |
| Langdorf            |          |                                         |                                         |                                         |
| 8. September (Do.)  | Training | Training                                | Training                                | Training                                |
| 9. September (Fr.)  | 14:00    | Sprint                                  | 11:00                                   | Sprint                                  |
| 10. September (Sa.) | 13:30    | Verfolgung                              | 11:00                                   | Verfolgung                              |
| 11. September (So.) | 13:30    | Staffel (3 × 7,5 km)                    | 11:00                                   | Staffel (3 × 6 km)                      |
| Ruhpolding          |          |                                         |                                         |                                         |
| 15. September (Do.) | Training | Training                                | Training                                | Training                                |
| 16. September (Fr.) | 13:30    | Einzel                                  | 11:00                                   | Einzel                                  |
| 17. September (Sa.) | 13:30    | Massenstart                             | 11:00                                   | Massenstart                             |
| 18. September (So.) | 11:00    | Mixed-Staffel (1 × 6 km und 2 × 7,5 km) | Mixed-Staffel (1 × 6 km und 2 × 7,5 km) | Mixed-Staffel (1 × 6 km und 2 × 7,5 km) |

## Pokalwertung
Für jedes der insgesamt sechs Rennen wurden ähnlich wie beim Weltcup Punkte vergeben, die als Summe in eine separate Pokalwertung einflossen. Bei den Männern kamen die ersten 25 Plätze pro Disziplin in die Wertung, bei den Frauen die ersten 15 Plätze. Ausländische Teilnehmer, die als Gäste an den Start gingen, wurden nicht berücksichtigt.
| Punkteverteilung | Männer | Männer | Männer | Männer | Männer | Männer | Männer | Männer | Männer | Männer | Männer | Männer | Männer | Männer | Männer | Männer | Männer | Männer | Männer | Männer | Männer | Männer | Männer | Männer | Männer | Frauen | Frauen | Frauen | Frauen | Frauen | Frauen | Frauen | Frauen | Frauen | Frauen | Frauen | Frauen | Frauen | Frauen | Frauen |
| ---------------- | ------ | ------ | ------ | ------ | ------ | ------ | ------ | ------ | ------ | ------ | ------ | ------ | ------ | ------ | ------ | ------ | ------ | ------ | ------ | ------ | ------ | ------ | ------ | ------ | ------ | ------ | ------ | ------ | ------ | ------ | ------ | ------ | ------ | ------ | ------ | ------ | ------ | ------ | ------ | ------ |
| Platzierung      | 1      | 2      | 3      | 4      | 5      | 6      | 7      | 8      | 9      | 10     | 11     | 12     | 13     | 14     | 15     | 16     | 17     | 18     | 19     | 20     | 21     | 22     | 23     | 24     | 25     | 1      | 2      | 3      | 4      | 5      | 6      | 7      | 8      | 9      | 10     | 11     | 12     | 13     | 14     | 15     |
| Punkte           | 30     | 26     | 24     | 22     | 21     | 20     | 19     | 18     | 17     | 16     | 15     | 14     | 13     | 12     | 11     | 10     | 9      | 8      | 7      | 6      | 5      | 4      | 3      | 2      | 1      | 20     | 16     | 14     | 12     | 11     | 10     | 9      | 8      | 7      | 6      | 5      | 4      | 3      | 2      | 1      |

## Sonstige Starter
Neben den deutschen Teilnehmern waren auch Sportler aus dem Ausland startberechtigt. In Ruhpolding traten Biathleten aus Frankreich, Großbritannien, Kanada, den Niederlanden, Norwegen, Russland, der Schweiz und Spanien an. Deren Platzierungen wurden in separaten Ergebnislisten gewertet. Im internationalen Einzelrennen der Frauen gab es einen französischen Doppelerfolg. Marie Dorin-Habert und Marie-Laure Brunet siegten vor der Norwegerin Jori Mørkve. Habert belegte im übergreifenden Gesamtresultat mit einer Zeit von 46:06,1 Minuten vor der deutschen Meisterin Andrea Henkel den ersten Platz in dieser Disziplin. Beim Einzelwettkampf der Männer gewann der Franzose Simon Fourcade vor dem Russen Maksim Burtasov und Landsmann Jean-Guillaume Béatrix.

## Männer

### Einzel (20 km)
| Platz | Sportler           | Verein                   | Landesverband     | Schießfehler | Zeit    |
| ----- | ------------------ | ------------------------ | ----------------- | ------------ | ------- |
| 1     | Daniel Graf        | TSV Siegsdorf            | Bayern            | 0+1+0+0      | 54:16,2 |
| 2     | Florian Graf       | WSV Eppenschlag          | Bayern            | 1+0+0+1      | +16,3   |
| 3     | Arnd Peiffer       | WSV Clausthal-Zellerfeld | Niedersachsen     | 0+0+1+0      | +31,8   |
| 4     | Michael Rösch      | SSV Altenberg            | Sachsen           | 0+1+0+1      | +1:12,0 |
| 5     | Andreas Birnbacher | SC Schleching            | Bayern            | 2+0+2+0      | +1:23,5 |
| 6     | Daniel Böhm        | SC Buntenbock            | Niedersachsen     | 1+0+0+0      | +2:02,7 |
| 7     | Christoph Knie     | VfL Bad Berleburg        | Westfalen         | 2+1+0+0      | +2:03,8 |
| 8     | Simon Schempp      | SZ Uhingen               | Baden-Württemberg | 2+0+0+1      | +2:23,5 |
| 9     | Johannes Kühn      | WSV Reit im Winkl        | Bayern            | 0+2+0+1      | +3:20,3 |
| 10    | Christoph Stephan  | WSV Oberhof 05           | Thüringen         | 1+0+0+1      | +3:45,2 |
| 11    | Manuel Müller      | SC Oberstdorf            | Bayern            | 1+0+1+1      | +4:28,2 |
| 12    | Erik Lesser        | SV Eintracht Frankenhain | Thüringen         | 0+3+0+1      | +5:23,4 |
| 13    | Tobias Hermann     | SC Gütenbach             | Baden-Württemberg | 4+1+0+0      | +6:11,6 |
| 14    | Tom Barth          | TuS Dippoldiswalde       | Sachsen           | 1+0+0+2      | +7:08,2 |
| 15    | Robin Möbus        | TSV Siegsdorf            | Bayern            | 1+1+2+2      | +7:21,5 |
| 16    | Steven Kirchner    | WSV Scheibe-Alsbach      | Thüringen         | 1+0+0+1      | +7:56,6 |
| 17    | Matthias Bischl    | SV Söchering             | Bayern            | 1+1+2+3      | +7:59,5 |
| 18    | Steffen Bartscher  | SK Winterberg            | Westfalen         | 1+1+1+1      | +8:14,3 |
| 19    | Robin Kiel         | SV Eintracht Frankenhain | Thüringen         | 1+2+2+1      | +8:16,5 |
| 20    | Christian Georgi   | WSV Oberhof 05           | Thüringen         | 1+1+1+1      | +8:50,8 |

### Sprint (10 km)
| Platz | Sportler           | Verein                   | Landesverband     | Schießfehler | Zeit    |
| ----- | ------------------ | ------------------------ | ----------------- | ------------ | ------- |
| 1     | Michael Rösch      | SSV Altenberg            | Sachsen           | 0+2          | 26:02,8 |
| 2     | Andreas Birnbacher | SC Schleching            | Bayern            | 3+0          | +17,0   |
| 3     | Daniel Graf        | TSV Siegsdorf            | Bayern            | 0+1          | +24,3   |
| 4     | Florian Graf       | WSV Eppenschlag          | Bayern            | 1+2          | +41,6   |
| 5     | Fabian Bekelaer    | SV Bayerisch Eisenstein  | Bayern            | 0+1          | +53,4   |
| 6     | Benedikt Doll      | SZ Breitnau              | Baden-Württemberg | 1+1          | +54,2   |
| 7     | Robin Kiel         | SV Eintracht Frankenhain | Thüringen         | 1+0          | +55,3   |
| 8     | Erik Lesser        | SV Eintracht Frankenhain | Thüringen         | 0+1          | +55,9   |
| 9     | Tom Barth          | TuS Dippoldiswalde       | Sachsen           | 0+1          | +59,4   |
| 10    | Christoph Knie     | VfL Bad Berleburg        | Westfalen         | 1+1          | +1:00,6 |

### Verfolgung (12,5 km)
| Platz | Sportler           | Verein                  | Landesverband     | Schießfehler | Zeit    |
| ----- | ------------------ | ----------------------- | ----------------- | ------------ | ------- |
| 1     | Andreas Birnbacher | SC Schleching           | Bayern            | 2+0+0+1      | 31:04,0 |
| 2     | Florian Graf       | WSV Eppenschlag         | Bayern            | 0+0+2+1      | +32,3   |
| 3     | Daniel Graf        | TSV Siegsdorf           | Bayern            | 2+0+0+0      | +53,2   |
| 4     | Michael Rösch      | SSV Altenberg           | Sachsen           | 2+0+1+3      | +1:21,7 |
| 5     | Fabian Bekelaer    | SV Bayerisch Eisenstein | Bayern            | 1+0+0+0      | +1:22,2 |
| 6     | Christoph Stephan  | WSV Oberhof 05          | Thüringen         | 0+0+1+2      | +2:02,4 |
| 7     | Simon Schempp      | SC Uhingen              | Baden-Württemberg | 0+1+0+0      | +2:08,9 |
| 8     | Manuel Müller      | SC Oberstdorf           | Bayern            | 0+0+1+0      | +3:03,3 |
| 9     | Christoph Knie     | VfL Bad Berleburg       | Bayern            | 3+1+1+1      | +3:13,5 |
| 10    | Daniel Böhm        | SC Buntenbock           | Niedersachsen     | 1+0+2+1      | +3:19,2 |

### Massenstart (15 km)
| Platz | Sportler           | Verein                   | Landesverband     | Schießfehler | Zeit    |
| ----- | ------------------ | ------------------------ | ----------------- | ------------ | ------- |
| 1     | Daniel Graf        | TSV Siegsdorf            | Bayern            | 0+0+0+0      | 37:30,7 |
| 2     | Andreas Birnbacher | SC Schleching            | Bayern            | 0+1+1+2      | +48,3   |
| 3     | Simon Schempp      | SZ Uhingen               | Baden-Württemberg | 1+1+0+1      | +1:28,6 |
| 4     | Michael Rösch      | SSV Altenberg            | Sachsen           | 3+0+1+1      | +1:44,6 |
| 5     | Daniel Böhm        | SC Buntenbock            | Niedersachsen     | 1+0+1+1      | +1:48,4 |
| 6     | Florian Graf       | WSV Eppenschlag          | Bayern            | 1+4+0+1      | +2:04,4 |
| 7     | Johannes Kühn      | WSV Reit im Winkl        | Bayern            | 0+2+1+0      | +2:11,8 |
| 8     | Robin Kiel         | SV Eintracht Frankenhain | Thüringen         | 0+0+1+2      | +2:24,9 |
| 9     | Christoph Stephan  | WSV Oberhof 05           | Thüringen         | 1+0+4+1      | +2:30,3 |
| 10    | Benedikt Doll      | SZ Breitnau              | Baden-Württemberg | 1+1+2+2      | +2:30,9 |

### Staffel (3 × 7,5 km)
| Platz | Staffel / Sportler | Verein                        | Landesverband     | Schießfehler | Zeit    |
| ----- | ------------------ | ----------------------------- | ----------------- | ------------ | ------- |
| 1     | TSV I              |                               |                   | 0+0          | 56:48,3 |
|       | Erik Lesser        | SV Eintracht Frankenhain      | Thüringen         | 0+0          | 18:20,3 |
|       | Robin Kiel         | SV Eintracht Frankenhain      | Thüringen         | 0+0          | 19:50,1 |
|       | Christoph Stephan  | WSV Oberhof 05                | Thüringen         | 0+0          | 18:37,9 |
| 2     | BSV I              |                               |                   | 1+0          | +8,1    |
|       | Daniel Graf        | TSV Siegsdorf                 | Bayern            | 0+0          | 18:35,6 |
|       | Florian Graf       | WSV Eppenschlag               | Bayern            | 0+0          | 18:53,2 |
|       | Andreas Birnbacher | SC Schleching                 | Bayern            | 1+0          | 19:27,6 |
| 3     | SBW I              |                               |                   | 1+1          | +1:38,6 |
|       | Simon Schempp      | SZ Uhingen                    | Baden-Württemberg | 0+0          | 18:19,5 |
|       | Benedikt Doll      | SZ Breitnau                   | Baden-Württemberg | 0+1          | 19:36,8 |
|       | Tobias Hermann     | SC Gütenbach                  | Baden-Württemberg | 1+0          | 20:30,6 |
| 4     | BSV III            |                               |                   | 0+0          | +2:25,4 |
|       | Johannes Kühn      | WSV Reit im Winkl             | Bayern            | 0+0          | 18:56,0 |
|       | Michael Willeitner | SK Berchtesgaden              | Bayern            | 0+0          | 20:02,8 |
|       | Korbinian Raschke  | SC Bergen                     | Bayern            | 0+0          | 20:14,9 |
| 5     | SVS I              |                               |                   | 3+0          | +2:57,6 |
|       | Michael Rösch      | SSV Altenberg                 | Sachsen           | 0+0          | 18:10,4 |
|       | Peter Hoffmann     | SSV Altenberg                 | Sachsen           | 3+0          | 21:41,2 |
|       | Tom Barth          | TuS Dippoldiswalde            | Sachsen           | 0+0          | 19:54,3 |
| 6     | SBW II             |                               |                   | 1+0          | +3:51,5 |
|       | Alexander Kiefer   | SC Schönau-Belchen            | Baden-Württemberg | 1+0          | 20:48,1 |
|       | Roman Rees         | SV Schauinsland               | Baden-Württemberg | 0+0          | 20:18,0 |
|       | Alexander Ketzer   | SC Uhingen                    | Baden-Württemberg | 0+0          | 19:33,7 |
| 7     | BSV II             |                               |                   | 2+0          | +4:05,7 |
|       | Fabian Bekelaer    | SV Bayerisch Eisenstein       | Bayern            | 0+0          | 19:19,7 |
|       | Manuel Müller      | SC Oberstdorf                 | Bayern            | 2+0          | 21:35,9 |
|       | Matthias Bischl    | SV Söchering                  | Bayern            | 0+0          | 19:58,4 |
| 8     | NSV                |                               |                   | 0+0          | +4:34,9 |
|       | Daniel Böhm        | SC Buntenbock                 | Niedersachsen     | 0+0          | 18:39,8 |
|       | Arnd Peiffer       | WSV Clausthal-Zellerfeld      | Niedersachsen     | 0+0          | 19:00,7 |
|       | Josh Knyrim        | WSV Clausthal-Zellerfeld      | Niedersachsen     | 0+0          | 23:42,7 |
| 9     | SVS II             |                               |                   | 1+1          | +4:42,8 |
|       | Felix Schuster     | Elterleiner SV                | Sachsen           | 0+1          | 19:47,8 |
|       | Alexander Gadow    | WSC Erzgebirge Oberwiesenthal | Sachsen           | 1+0          | 21:30,5 |
|       | Rene Escher        | TSG Sehma                     | Sachsen           | 0+0          | 20:12,8 |
| 10    | BSV IV             |                               |                   | 0+0          | +6:31,3 |
|       | Josef Wolf         | SC Ruhpolding                 | Bayern            | 0+0          | 21:31,8 |
|       | Robin Möbus        | TSV Siegsdorf                 | Bayern            | 0+0          | 20:48,8 |
|       | Hannes Schandl     | SC Wallgau                    | Bayern            | 0+0          | 20:59,0 |

### Pokalwertung
| Platz | Sportler           | Verein                   | Landesverband     | Rennen | Rennen | Rennen | Rennen | Rennen | Rennen | Summe |
| Platz | Sportler           | Verein                   | Landesverband     | 1      | 2      | 3      | 4      | 5      | 6      | Summe |
| ----- | ------------------ | ------------------------ | ----------------- | ------ | ------ | ------ | ------ | ------ | ------ | ----- |
| 1     | Andreas Birnbacher | SC Schleching            | Bayern            | 26     | 30     | 14     | 21     | 26     | 30     | 147   |
| 2     | Daniel Graf        | TSV Siegsdorf            | Bayern            | 24     | 22     | 21     | 30     | 30     | 20     | 147   |
| 3     | Florian Graf       | WSV Eppenschlag          | Bayern            | 22     | 26     | 18     | 26     | 20     | 24     | 136   |
| 4     | Michael Rösch      | SSV Altenberg            | Sachsen           | 30     | 18     | 30     | 22     | 22     | 11     | 133   |
| 5     | Simon Schempp      | SC Uhingen               | Baden-Württemberg | 6      | 24     | 26     | 18     | 24     | 22     | 120   |
| 6     | Daniel Böhm        | SC Buntenbock            | Niedersachsen     | 10     | 17     | 19     | 20     | 21     | 21     | 108   |
| 7     | Christoph Stephan  | WSV Oberhof 05           | Thüringen         | 14     | 19     | 20     | 16     | 17     | 18     | 104   |
| 8     | Christoph Knie     | VfL Bad Berleburg        | Westfalen         | 16     | 12     | 24     | 19     | 13     | 17     | 101   |
| 9     | Arnd Peiffer       | WSV Clausthal-Zellerfeld | Niedersachsen     |        | 20     | 16     | 24     | 7      | 26     | 93    |
| 10    | Erik Lesser        | SV Eintracht Frankenhain | Thüringen         | 18     | 3      | 22     | 14     | 10     | 15     | 82    |

## Frauen

### Einzel (15 km)
| Platz | Sportlerin           | Verein                   | Landesverband | Schießfehler | Zeit    |
| ----- | -------------------- | ------------------------ | ------------- | ------------ | ------- |
| 1     | Andrea Henkel        | Großbreitenbacher SV     | Thüringen     | 0+1+0+0      | 46:11,7 |
| 2     | Franziska Hildebrand | WSV Clausthal-Zellerfeld | Niedersachsen | 0+0+1+1      | +1:25,6 |
| 3     | Nadine Horchler      | SC Willingen             | Hessen        | 0+0+2+0      | +2:10,6 |
| 4     | Stefanie Hildebrand  | WSV Clausthal-Zellerfeld | Niedersachsen | 1+0+0+1      | +2:39,5 |
| 5     | Carolin Hennecke     | SC Willingen             | Hessen        | 1+1+1+1      | +2:57,3 |
| 6     | Sabrina Buchholz     | WSV Oberhof 05           | Thüringen     | 1+3+0+0      | +3:01,0 |
| 7     | Tina Bachmann        | SG Stahl Schmiedeberg    | Sachsen       | 4+1+0+1      | +3:27,6 |
| 8     | Karolin Horchler     | WSV Clausthal-Zellerfeld | Niedersachsen | 1+2+0+0      | +4:17,7 |
| 9     | Magdalena Neuner     | SC Wallgau               | Bayern        | 1+2+0+4      | +4:57,9 |
| 10    | Jennifer Horn        | SV Eintracht Frankenhain | Thüringen     | 1+0+1+1      | +5:08,2 |

### Sprint (7,5 km)
| Platz | Sportlerin           | Verein                   | Landesverband     | Schießfehler | Zeit    |
| ----- | -------------------- | ------------------------ | ----------------- | ------------ | ------- |
| 1     | Magdalena Neuner     | SC Wallgau               | Bayern            | 0+1          | 20:48,8 |
| 2     | Tina Bachmann        | SG Stahl Schmiedeberg    | Sachsen           | 0+1          | +29,7   |
| 3     | Nadine Horchler      | SC Willingen             | Hessen            | 0+0          | +34,6   |
| 4     | Sabrina Buchholz     | WSV Oberhof 05           | Thüringen         | 0+1          | +37,3   |
| 5     | Kathrin Hitzer       | SC Gosheim               | Baden-Württemberg | 0+1          | +38,0   |
| 6     | Carolin Hennecke     | SC Willingen             | Hessen            | 1+1          | +42,8   |
| 7     | Miriam Gössner       | SC Garmisch              | Bayern            | 1+1          | +1:06,6 |
| 8     | Andrea Henkel        | Großbreitenbacher SV     | Thüringen         | 0+2          | +1:15,9 |
| 9     | Franziska Hildebrand | WSV Clausthal-Zellerfeld | Niedersachsen     | 1+0          | +1:16,7 |
| 10    | Anne Domeinski       | SCM Zella-Mehlis         | Thüringen         | 0+0          | +1:17,5 |

### Verfolgung (10 km)
| Platz | Sportlerin           | Verein                   | Landesverband     | Schießfehler | Zeit    |
| ----- | -------------------- | ------------------------ | ----------------- | ------------ | ------- |
| 1     | Magdalena Neuner     | SC Wallgau               | Bayern            | 1+0+1+2      | 31:23,1 |
| 2     | Kathrin Hitzer       | SC Gosheim               | Baden-Württemberg | 1+0+1+0      | +16,7   |
| 3     | Sabrina Buchholz     | WSV Oberhof 05           | Thüringen         | 0+0+1+0      | +36,2   |
| 4     | Tina Bachmann        | SG Stahl Schmiedeberg    | Sachsen           | 1+1+1+1      | +1:01,2 |
| 5     | Nadine Horchler      | SC Willingen             | Hessen            | 1+1+0+0      | +1:49,8 |
| 6     | Andrea Henkel        | Großbreitenbacher SV     | Thüringen         | 0+2+2+1      | +3:11,0 |
| 7     | Franziska Hildebrand | WSV Clausthal-Zellerfeld | Niedersachsen     | 2+0+2+1      | +3:25,8 |
| 8     | Miriam Behringer     | SC Todtnau               | Baden-Württemberg | 1+0+0+2      | +3:28,5 |
| 8     | Maren Hammerschmidt  | SK Winterberg            | Westfalen         | 1+0+1+0      | +3:28,5 |
| 10    | Anne Domeinski       | SCM Zella-Mehlis         | Thüringen         | 0+0+0+3      | +3:36,3 |
| 10    | Carolin Hennecke     | SC Willingen             | Hessen            | 4+1+1+1      | +3:36,3 |

### Massenstart (12,5 km)
| Platz | Sportlerin           | Verein                   | Landesverband     | Schießfehler | Zeit    |
| ----- | -------------------- | ------------------------ | ----------------- | ------------ | ------- |
| 1     | Magdalena Neuner     | SC Wallgau               | Bayern            | 0+1+1+0      | 37:35,6 |
| 2     | Tina Bachmann        | SG Stahl Schmiedeberg    | Sachsen           | 0+2+0+1      | +51,4   |
| 3     | Franziska Hildebrand | WSV Clausthal-Zellerfeld | Niedersachsen     | 1+0+0+0      | +1:30,7 |
| 4     | Nadine Horchler      | SC Willingen             | Hessen            | 0+0+1+1      | +1:57,9 |
| 5     | Stefanie Hildebrand  | WSV Clausthal-Zellerfeld | Niedersachsen     | 0+0+0+1      | +2:08,0 |
| 6     | Kathrin Hitzer       | SC Gosheim               | Baden-Württemberg | 1+0+2+2      | +2:14,2 |
| 7     | Miriam Behringer     | SC Todtnau               | Baden-Württemberg | 1+1+0+1      | +2:14,3 |
| 8     | Sabrina Buchholz     | WSV Oberhof 05           | Thüringen         | 1+2+3+0      | +2:27,5 |
| 9     | Maren Hammerschmidt  | SK Winterberg            | Westfalen         | 1+1+0+2      | +2:31,7 |
| 10    | Andrea Henkel        | Großbreitenbacher SV     | Thüringen         | 2+2+1+0      | +2:41,1 |

### Staffel (3 × 6 km)
| Platz | Staffel / Sportlerin | Verein                        | Landesverband     | Schießfehler | Zeit    |
| ----- | -------------------- | ----------------------------- | ----------------- | ------------ | ------- |
| 1     | TSV I                |                               |                   | 1+0          | 59:59,9 |
|       | Andrea Henkel        | Großbreitenbacher SV          | Thüringen         | 0+0          | 19:18,4 |
|       | Juliane Döll         | WSV Oberhof 05                | Thüringen         | 1+0          | 21:00,0 |
|       | Sabrina Buchholz     | WSV Oberhof 05                | Thüringen         | 0+0          | 19:41.5 |
| 2     | SBW                  |                               |                   | 0+0          | +40,3   |
|       | Miriam Behringer     | SC Todtnau                    | Baden-Württemberg | 0+0          | 20:15,5 |
|       | Kathrin Hitzer       | SC Gosheim                    | Baden-Württemberg | 0+0          | 19:40,4 |
|       | Helena Gnädinger     | SC Todtnau                    | Baden-Württemberg | 0+0          | 20:44,3 |
| 3     | BSV                  |                               |                   | 0+2          | +1:40,9 |
|       | Miriam Gössner       | SC Garmisch                   | Bayern            | 0+2          | 20:46,9 |
|       | Christina Maierhofer | SC Bergen                     | Bayern            | 0+0          | 21:54,0 |
|       | Magdalena Neuner     | SC Wallgau                    | Bayern            | 0+0          | 18:59,9 |
| 4     | NSV                  |                               |                   | 1+0          | +1:56,8 |
|       | Franziska Hildebrand | WSV Clausthal-Zellerfeld      | Niedersachsen     | 0+0          | 19:30,0 |
|       | Karolin Horchler     | WSV Clausthal-Zellerfeld      | Niedersachsen     | 1+0          | 21:27,0 |
|       | Stefanie Hildebrand  | WSV Clausthal-Zellerfeld      | Niedersachsen     | 0+0          | 20:59,7 |
| 5     | TSV II               |                               |                   | 0+0          | +2:39,1 |
|       | Anne Domeinski       | SCM Zella-Mehlis              | Thüringen         | 0+0          | 20:10,9 |
|       | Jennifer Horn        | SV Eintracht Frankenhain      | Thüringen         | 0+0          | 20:53,0 |
|       | Sandra Lesser        | SCM Zella-Mehlis              | Thüringen         | 0+0          | 21:35,1 |
| 6     | SVS                  |                               |                   | 1+1          | +4:35,0 |
|       | Tina Bachmann        | SG Stahl Schmiedeberg         | Sachsen           | 0+0          | 19:19,7 |
|       | Marie-Christin Kloss | WSC Erzgebirge Oberwiesenthal | Sachsen           | 1+0          | 21:18,0 |
|       | Beatrice Winkler     | WSC Erzgebirge Oberwiesenthal | Sachsen           | 0+1          | 23:57,2 |

### Pokalwertung
| Platz | Sportlerin           | Verein                   | Landesverband     | Rennen | Rennen | Rennen | Rennen | Rennen | Rennen | Summe |
| Platz | Sportlerin           | Verein                   | Landesverband     | 1      | 2      | 3      | 4      | 5      | 6      | Summe |
| ----- | -------------------- | ------------------------ | ----------------- | ------ | ------ | ------ | ------ | ------ | ------ | ----- |
| 1     | Magdalena Neuner     | SC Wallgau               | Bayern            | 20     | 14     | 20     | 7      | 20     | 20     | 101   |
| 2     | Tina Bachmann        | SG Stahl Schmiedeberg    | Sachsen           | 16     | 12     | 14     | 9      | 16     | 7      | 74    |
| 3     | Nadine Horchler      | SC Willingen             | Hessen            | 14     | 11     | 9      | 14     | 11     | 14     | 73    |
| 4     | Kathrin Hitzer       | SC Gosheim               | Baden-Württemberg | 11     | 20     | 11     | 3      | 9      | 16     | 70    |
| 5     | Andrea Henkel        | Großbreitenbacher SV     | Thüringen         | 8      | 8      | 16     | 20     | 5      | 9      | 66    |
| 6     | Franziska Hildebrand | WSV Clausthal-Zellerfeld | Niedersachsen     | 7      | 7      | 12     | 16     | 12     | 11     | 65    |
| 7     | Sabrina Buchholz     | WSV Oberhof 05           | Thüringen         | 12     | 16     | 10     | 10     | 7      | 2      | 57    |
| 8     | Carolin Hennecke     | SC Willingen             | Hessen            | 10     | 1      | 6      | 11     | 14     | 3      | 45    |
| 9     | Miriam Behringer     | SC Todtnau               | Baden-Württemberg | 2      | 10     | 7      | 1      | 8      | 6      | 34    |
| 10    | Anne Domeinski       | SCM Zella-Mehlis         | Thüringen         | 6      | 5      | 8      | 2      | 3      | 10     | 34    |

## Mixed

### Staffel (1 × 6 km und 2 × 7,5 km)
| Platz | Staffel / Sportler(in) | Verein                   | Landesverband     | Schießfehler | Zeit    |
| ----- | ---------------------- | ------------------------ | ----------------- | ------------ | ------- |
| 1     | BSV I                  |                          |                   | 0+9          | 55:23,1 |
|       | Magdalena Neuner       | SC Wallgau               | Bayern            | 0+4          | 17:29,2 |
|       | Florian Graf           | WSV Eppenschlag          | Bayern            | 0+2          | 18:48,0 |
|       | Daniel Graf            | TSV Siegsdorf            | Bayern            | 0+3          | 19:05,9 |
| 2     | NSV                    |                          |                   | 0+5          | +0,7    |
|       | Franziska Hildebrand   | WSV Clausthal-Zellerfeld | Niedersachsen     | 0+2          | 18:00,4 |
|       | Daniel Böhm            | SC Buntenbock            | Niedersachsen     | 0+2          | 19:01,1 |
|       | Arnd Peiffer           | WSV Clausthal-Zellerfeld | Niedersachsen     | 0+1          | 18:22,2 |
| 3     | SBW I                  |                          |                   | 0+6          | +29,6   |
|       | Kathrin Hitzer         | SC Gosheim               | Baden-Württemberg | 0+1          | 17:38,5 |
|       | Benedikt Doll          | SZ Breitnau              | Baden-Württemberg | 0+4          | 19:22,9 |
|       | Simon Schempp          | SC Uhingen               | Baden-Württemberg | 0+1          | 18:51,1 |
| 4     | BSV II                 |                          |                   | 1+7          | +1:09,3 |
|       | Miriam Gössner         | SC Garmisch              | Bayern            | 0+3          | 17:58,6 |
|       | Andreas Birnbacher     | SC Schleching            | Bayern            | 0+1          | 18:18,5 |
|       | Johannes Kühn          | WSV Reit im Winkl        | Bayern            | 1+3          | 20:15,2 |
| 5     | TSV I                  |                          |                   | 2+14         | +2:41,2 |
|       | Sabrina Buchholz       | WSV Oberhof 05           | Thüringen         | 2+4          | 19:16,9 |
|       | Erik Lesser            | SV Eintracht Frankenhain | Thüringen         | 0+6          | 19:27,2 |
|       | Christoph Stephan      | WSV Oberhof 05           | Thüringen         | 0+4          | 19:20,2 |
| 6     | BSV IV                 |                          |                   | 0+7          | +2:52,2 |
|       | Christina Maierhofer   | SC Bergen                | Bayern            | 0+2          | 19:17,8 |
|       | Matthias Bischl        | SV Söchering             | Bayern            | 0+2          | 19:19,1 |
|       | Michael Willeitner     | SK Berchtesgaden         | Bayern            | 0+3          | 19:38,3 |
| 7     | SBW II                 |                          |                   | 0+8          | +2:53,7 |
|       | Miriam Behringer       | SC Todtnau               | Baden-Württemberg | 0+5          | 18:55,9 |
|       | Tobias Hermann         | SC Gütenbach             | Baden-Württemberg | 0+1          | 19:49,8 |
|       | Roman Rees             | SV Schauinsland          | Baden-Württemberg | 0+2          | 19:31,0 |
| 8     | SBW III                |                          |                   | 0+7          | +3:02,7 |
|       | Helena Gnädinger       | SC Todtnau               | Baden-Württemberg | 0+2          | 18:56,7 |
|       | Alexander Kiefer       | SC Schönau-Belchen       | Baden-Württemberg | 0+2          | 19:32,1 |
|       | Alexander Ketzer       | SC Uhingen               | Baden-Württemberg | 0+3          | 19:56,9 |
| 9     | SVS I                  |                          |                   | 3+11         | +3:23,2 |
|       | Tina Bachmann          | SG Stahl Schmiedeberg    | Sachsen           | 1+4          | 18:54,4 |
|       | Michael Rösch          | WSV Eppenschlag          | Sachsen           | 2+4          | 19:44,8 |
|       | Felix Schuster         | Elterleiner SV           | Sachsen           | 0+3          | 20:07,0 |
| 10    | TSV II                 |                          |                   | 1+11         | +3:39,3 |
|       | Andrea Henkel          | Großbreitenbacher SV     | Thüringen         | 0+4          | 18:27,1 |
|       | Robin Kiel             | SV Eintracht Frankenhain | Thüringen         | 0+4          | 19:59,0 |
|       | Benjamin Thym          | WSV Scheibe-Alsbach      | Thüringen         | 1+3          | 20:36,2 |